# Веліхово
Веліхово (пол. Wielichowo) — місто в західній Польщі.

## Демографія
Демографічна структура станом на 31 березня 2011 року:
|          | Загалом | Допрацездатний вік | Працездатний вік | Постпрацездатний вік |
| -------- | ------- | ------------------ | ---------------- | -------------------- |
| Чоловіки | 859     | 186                | 613              | 60                   |
| Жінки    | 898     | 207                | 539              | 152                  |
| Разом    | 1757    | 393                | 1152             | 212                  |